# Van Nuys
Van Nuys – dzielnica w Dolinie San Fernando, w rejonie Los Angeles.

## Demografia
Według Los Angeles Times, w 2008 roku Van Nuys liczyło 110 747 mieszkańców i 8,99 mil². Średni dochód gospodarstwa domowego wynosił 41 134 $. Struktura etniczna: Latynosi: 60,5%, Biali: 23,1%, Azjaci: 6,4%, ludność czarna: 6,0%, inni: 4,0%.

## Kalendarium

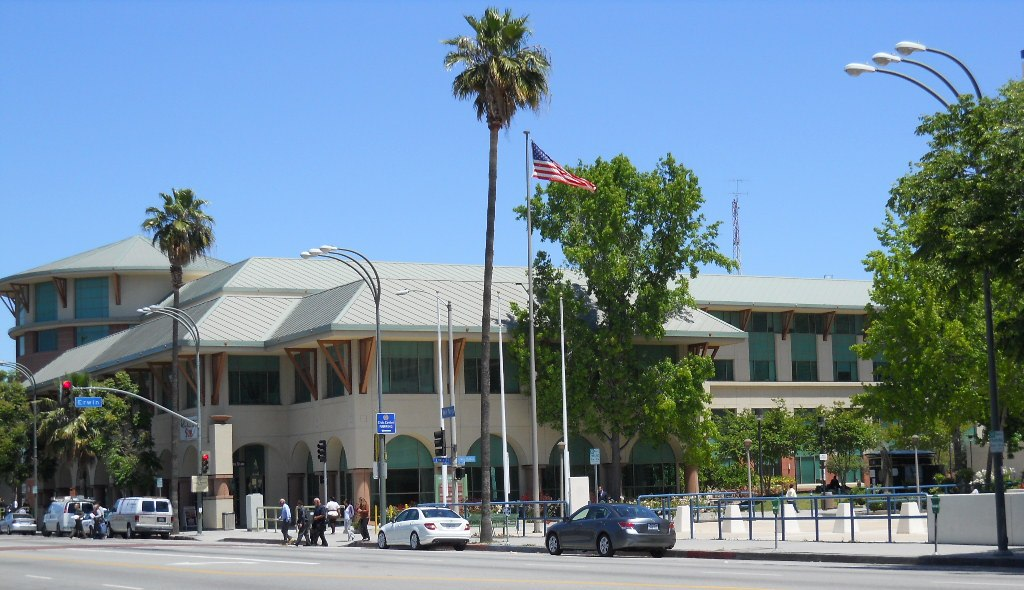
Centrum Rządu, Van Nuys Boulevard

- 1872 – Eugene Garnier kupuje „Ranczo Encino” i buduje dom z wapienia przy „de Osa Adobe”. Izaak Van Nuys buduje pierwszy drewniany dom w Dolinie.
- 1911 – Van Nuys zostało uplaterowane i sprzedane przez spółkę Los Angeles Suburban Home Company. H.J. Whitley, Ojciec Hollywoodu, był Dyrektorem Generalnym Syndykatu.
- 1914 – Powodzie zalewają Van Nuys i odcina dolinę od Los Angeles. Van Nuys otwiera Szkołę Licealną.
- 1920 – Powstał kościół rzymskokatolicki Świętej Elżbiety.
- 1928 – Zamieszczono znaki stop na głównych skrzyżowaniach.
- 1932 – W Van Nuys wybudowano ratusz.
- 1937 – Zauważono dwa lwy chodzące ulicą Tyrone.
- 1938 – Wielka powódź wylanie rzeki Los Angeles i jej strumieni na dolinę, zabija 144 osoby.
- 1941 – W odpowiedzi na powódź z 1938 wybudowano zapory: Sepulveda i Hansen.
- 1942 – Prezydent Franklin Roosevelt zleca wszystkim mieszkańcom pochodzenia japońskiego na zachodnim wybrzeżu, w tym 3100 w Dolinie, przeniesienie się do obozów śródlądowych. Dywizjon Gwardii Narodowej, w parku Griffith, przenosi się do nowego Van Nuys Army Airfield.
- 1943 – Szpital Birmingham Army zbudowany dla chorych na padaczkę, przyjmował rannych II wojny światowej z Balboa Blvd. i Vanowen St w Van Nuys.
- 1945 – W dzień zrzucenia bomb wodorowych na Hiroszimę, kończący II wojnę światową, General Motors ogłasza planowany zakład samochodowy, począwszy od doliny podmiejskiej.
- 1945-1950 – Rozwój fabryki samochodów GM, oraz sąsiedniej panoramy miasta (pierwsze centrum handlowe), określone jako powojenne „podmiejskie bum”, które rozprzestrzeniło się na zachód, wypełniając Dolinę San Fernando.
- 1949 – Parada Gwiazdy Betlejemskiej (kościół z zespołem przeprowadził paradę Bożego Narodzenia), zaczyna tradycję Van Nuys.
- 1953 – Szpital Birmingham Army staje się Szkołą Średnią.
- 1960 – W dolinie zostaje ukończona autostrada Ventura. Gwardia krajowych odrzutowców opuszcza port Van Nuis, z powodu skarg na hałas. Ludność doliny osiąga 840.000 osób.
- 1966 – Otwarcie Parku Busch Gardens, który zostaje zamknięty w 1970.
- 1970 – Dołączenie kobiet do pracy przy linii produkcyjnej, w fabryce General Motors. Z powodu braku zainteresowania, zostaje zakończona Parada Gwiazdy Betlejemskiej.
- 1975 – Otwarcie sklepu meblowego Wickes na ulicy Sepulveda Boulevard.
- 1992 – Zamknięcie fabryki General Motors w Van Nuys. Upadek bazy przemysłowej na obszarze doliny.
- 1994 – Dotarcie trzęsienia ziemi z Northridge.
- 2005 – Otwarcie Pomarańczowej Linii Metro (LACMTA) w Van Nuys.
- 2011 – Zamknięcie sklepu meblowego Wickes przy ulicy Sepulveda Boulevard.